# 東京都道119号北浦上石原線
東京都道119号北浦上石原線（とうきょうとどう119ごう きたうらかみいしはらせん）は、東京都調布市布田北浦の国道20号交点と調布市上石原府中調布線交点を連絡する、一般都道である。全線が調布市内を通る。

## 起点・終点

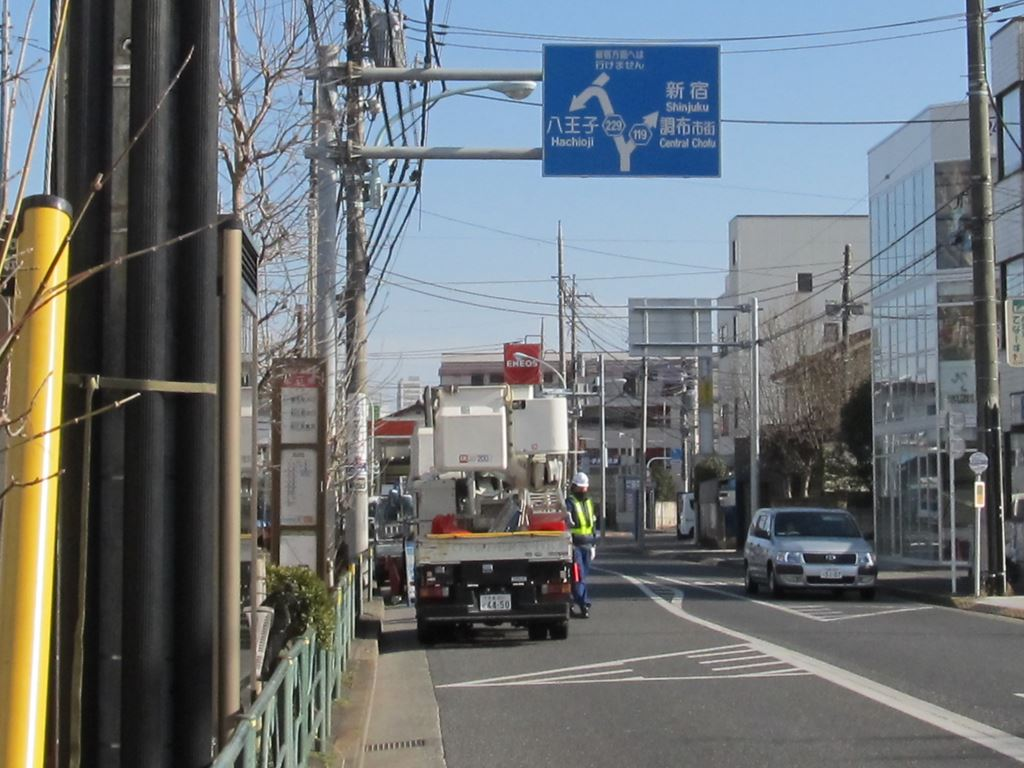
終点三叉路が見える

- 起点：東京都調布市国領町2丁目 国道20号交点（旧甲州街道入口交差点）
- 終点：東京都調布市上石原1丁目 東京都道229号府中調布線交点（交差点標記なし）
- 延長：2,697m（上位路線との重複区間を除く）
- 面積：27,420m2
- 通称：旧甲州街道
- 都道認定要件：地方開発のため特に必要な道路

## 重複区間
- 東京都道11号大田調布線（旧甲州街道入口交差点 - 国領駅入口交差点）＝上位路線
- 東京都道19号町田調布線（小島町1丁目交差点 - 下石原1丁目交差点）＝上位路線

## 交差する道路
- 狛江通り（東京都道11号大田調布線） 国領駅入口交差点
- 東京都道121号武蔵野調布線・三鷹通り 布田駅前交差点
- 東京都道120号下石原小島線 調布駅西交差点
- 東京都道12号調布田無線（東京都道19号町田調布線が重複。この東を平行する方の道も「武蔵境通り」と呼ぶことがある） 小島町1丁目交差点
- 東京都道12号調布田無線・武蔵境通り（一般には国道20号以南は「鶴川街道」と呼ばれるが、都の公示では本道までが「武蔵境通り」である） 下石原1丁目交差点
- 鶴川街道（東京都道19号町田調布線） 下石原1丁目交差点
- 東京都道229号府中調布線

赤=旧甲州街道
F=府中市
C=調布市
H=府中市本宿
HF=東府中
KI=調布市上石原
SI=調布市下石原
K=調布市北浦
1=旧来の甲州街道
2=1954年開通のバイパス
3=1956年開通のバイパス
4=1961年開通のバイパス
[20]=現在の国道20号
(119)=現在の東京都道119号北浦上石原線
(229)=現在の東京都道229号府中調布線
(9)=東京都道9号川崎府中線（府中街道。川崎街道ともいう）
(11)=東京都道11号大田調布線（狛江通り、旧甲州街道の一部）
(12)=東京都道12号調布田無線（武蔵境通り）
(15)=東京都道15号府中清瀬線（小金井街道）
(17)=東京都道17号所沢府中線（府中街道）
(19)=東京都道19号町田調布線（鶴川街道）
(110)=東京都道110号府中三鷹線（人見街道、新小金井街道の一部）
(120)=東京都道120号下石原小島線
(121)=東京都道121号武蔵野調布線（三鷹通り）
(123)=東京都道123号境調布線
(133)=東京都道133号小川府中線（国分寺街道）
(248)=東京都道248号府中小平線（新小金井街道）
このような沿革のため、この区間で交差する他の都道は、東京都道19号町田調布線を除き、起終点を国道20号ではなくこの道との交点としている。